# はじまりはいま
『はじまりはいま』は高橋由美子の通算11枚目のシングル。1993年6月23日発売。発売元はビクターエンタテインメント。
B面の楽曲「出逢えるっていいね」は1993年4月 - 5月にNHK『みんなのうた』で放送された。

## 収録曲
1. はじまりはいま
  - 作詞：柚木美祐、作曲：本島一弥、編曲：岩本正樹

日本テレビ『うるとら7:00』オープニングテーマ
2. 出逢えるっていいね
  - 作詞：及川眠子、作曲：西岡千恵子

NHK『みんなのうた』より。放送では2番が省略された。
「NHKみんなのうた 55 アニバーサリー・ベスト 〜ともだちみつけた〜」にも収録されている。
3. はじまりはいま（オリジナル・カラオケ）
4. 出逢えるっていいね（オリジナル・カラオケ）